# Голяма могера
Големите могери (Mogera robusta) са вид дребни бозайници от семейство Къртицови (Talpidae).
Разпространени са в Манджурия и източните части на Корея, като предпочитат гористи местности, но се срещат и в ливади и обработваеми земи. Живеят под земята, където изграждат сложни системи от тунели с дълбочина около 30 cm и обща дължина до 450 m. Хранят се с червеи, гъсеници и насекоми.